# Kommunalvalen i Sverige 2006
Kommunalvalen i Sverige 2006 genomfördes söndagen den 17 september 2006. Vid detta val valdes kommunfullmäktige för mandatperioden 2006–2010 i samtliga 290 kommuner.

## Valresultat
| Parti                | Parti                    | Röster              | Röster | Röster | Mandatfördelning | Mandatfördelning |
| Parti                | Parti                    | Antal               | %      | +− %   | Antal            | +−               |
| -------------------- | ------------------------ | ------------------- | ------ | ------ | ---------------- | ---------------- |
|                      | Socialdemokraterna       | 1 909 301           | 34,58  | -2,74  | 4 841            | -314             |
|                      | Moderata samlingspartiet | 1 338 993           | 24,25  | +6,70  | 2 734            | +675             |
|                      | Centerpartiet            | 501 377             | 9,08   | +0,45  | 1 686            | -3               |
|                      | Folkpartiet liberalerna  | 449 764             | 8,15   | -3,32  | 923              | -336             |
|                      | Vänsterpartiet           | 330 098             | 5,98   | -2,26  | 773              | -272             |
|                      | Kristdemokraterna        | 320 027             | 5,80   | -1,29  | 813              | -200             |
|                      | Miljöpartiet de Gröna    | 269 560             | 4,88   | +0,60  | 436              | -7               |
|                      | Övriga partier           | 402 443             | 7,29   | —      | 886              | —                |
| Antal giltiga röster | Antal giltiga röster     | 5 521 566           | 100,00 |        | 13 092           | -182             |
| Ogiltiga röster      | Ogiltiga röster          | 114 537             |        |        |                  |                  |
| Totalt               | Totalt                   | 5 636 102 (79,40 %) |        |        |                  |                  |

I valet blev Socialdemokraterna största parti 231 kommuner. Moderaterna blev störst i 39 kommuner och Centerpartiet i 12 kommuner. Kristdemokraterna blev största parti i Markaryds kommun och Vänsterpartiet i Fagersta kommun. 
Utöver riksdagspartierna blev sex lokala partier störst i sina respektive kommuner:
- Nykvarnspartiet som verkar i Nykvarns kommun.
- Malålistan som verkar i Malå kommun.
- Kommunens väl som verkar i Herrljunga kommun.
- Strömstadspartiet som verkar i Strömstads kommun.
- Bergspartiet som verkar i Bergs kommun.
- Mullsjö framtid som verkar i Mullsjö kommun.

Utöver dess fick flera mindre partier mandat i Sveriges kommunfullmäktige. Bland annat:
- Sverigedemokraterna, 280 platser
- SPI Välfärden, 53 platser
- Norrbottens sjukvårdsparti, 26 platser
- Rättvisepartiet Socialisterna, 8 platser
- Sjukvårdspartiet i Värmland, 8 platser

### Kartor
| Majoritetsförhållanden i kommunfullmäktige | Majoritetsförhållanden i kommunfullmäktige | Kommunstyren                                           | Kommunstyren                                           |
| 2002 | 2006 | 2002                                                   | 2006                                                   |
| --- | --- | ------------------------------------------------------ | ------------------------------------------------------ |
| | |                                                        |                                                        |
| S+V+MP i absolut majoritet S+V+MP i relativ majoritet M+C+FP+KD i absolut majoritet M+C+FP+KD i relativ majoritet Jämnt mellan blocken Tredje parti i relativ majoritet | S+V+MP i absolut majoritet S+V+MP i relativ majoritet M+C+FP+KD i absolut majoritet M+C+FP+KD i relativ majoritet Jämnt mellan blocken Tredje parti i relativ majoritet | Vänsterstyre Borgerligt styre Blocköverskridande styre | Vänsterstyre Borgerligt styre Blocköverskridande styre |